# Shafrira Goldwasser
Shafrira Goldwasser (en hebreu: שפרירה גולדווסר‎,nascuda en 1958 a Nova York) és una informàtica israeliana nascuda als Estats Units. És professora d'enginyeria elèctrica i ciències de la computació en el MIT, i professora de matemàtiques a l'Institut Weizmann de Ciències, Israel.

## Biografia
Goldwasser es va llicenciar en matemàtiques en 1979, a la Universitat Carnegie Mellon, i va obtenir un màster (1981) i un doctorat (1983) en ciències de la computació a la Universitat de Califòrnia a Berkeley. El seu director de tesi fou Manuel Blum. Va ingressar al MIT el 1983, i el 1997 va rebre la càtedra RSA. El 1993, va començar a fer de professora a l'Institut Weizmann de Ciència, a prop de Tel-Aviv, mantenint la seva càtedra al MIT. És membre del grup d'informàtica teòrica del MIT Computer Science and Artificial Intelligence Laboratory. Goldwasser té dos fills, Nathan i Rikva Goldwasser.

## Carrera científica
La recerca de Goldwasser inclou les àrees de complexitat computacional, criptografia i teoria de nombres. És la co-inventora de les proves de coneixement zero, que demostren de forma probabilista i interactiva la validesa d'una asserció sense aportar coneixement addicional, i són una eina clau en el disseny de protocols criptogràfics. El seu treball en complexitat inclou la classificació de problemes d'aproximació, demostrant que alguns problemes a la classe NP romanen difícils fins i tot quan només una solució aproximada és requerida.

## Premis
Goldwasser ha guanyat dues vegades el Premi Gödel: en 1993 (per l'article "The knowledge complexity of interactive proof systems"), i en 2001 (per l'article "Interactive Proofs and the Hardness of Approximating Cliques"). També va guanyar el Premi Grace Murray Hopper en 1996, i el RSA Award in Mathematics en 1998, per les seves contribucions matemàtiques a la criptografia. En 2001 va ser escollida per l'Acadèmia Americana de les Arts i les Ciències, en 2004 per a l'Acadèmia Nacional de Ciències dels Estats Units i en 2005 per l'Acadèmia Nacional d'Enginyeria. També va ser seleccionada en 2007 com a Fellow de la International Association for Cryptologic Research (IACR). Goldwasser va rebre el Premi Athena Lecturer 2008-2009 del Comitè de Dones en la Informàtica de l'Association for Computing Machinery, atorgat a dones destacades en les ciències de la computació. Va guanyar la Medalla Benjamin Franklin en 2010, en l'apartat de ciències de la computació, atorgada per l'Institut Franklin. Va rebre el Premi Emanuel R. Piore de l'IEEE en 2011, i el Premi Turing en 2012 juntament amb Silvio Micali per la seva feina en criptografia.